# El Diálogo
En 1978 se produjeron negociaciones conocidas como El Diálogo entre grupos de exiliados cubanos y el gobierno de Fidel Castro que resultaron en la liberación de prisioneros políticos. El diálogo se produjo después de los crecientes llamamientos para mejorar las relaciones diplomáticas con Cuba por parte de grupos de jóvenes cubanoamericanos y de la nueva política exterior del presidente de los Estados Unidos Jimmy Carter. Las negociaciones se originaron cuando Jimmy Carter se reunió en secreto con funcionarios cubanos en Nueva York y La Habana. Después de que las conversaciones dieron como resultado la liberación de los prisioneros, Carter se negó a reconocer públicamente su participación y el gobierno cubano decidió invitar públicamente a los exiliados cubanos a negociar con ellos la liberación de los prisioneros. El Comité de los 75 se formó con los 75 exiliados cubanos a quienes se les permitiría negociar con Cuba. El diálogo y la eventual liberación de los prisioneros se produjeron con una nueva actitud más amigable por parte de Fidel Castro al dirigirse a los exiliados cubanos. Si antes se refería a ellos con el epíteto de "gusano", ahora se refiere a ellos como la "comunidad cubana en el exterior". El diálogo también impulsó un intenso debate interno entre los exiliados cubanos sobre la ética y la utilidad del diálogo, y resultó en ataques violentos contra los dialogueros.

## Historia

### Antecedentes

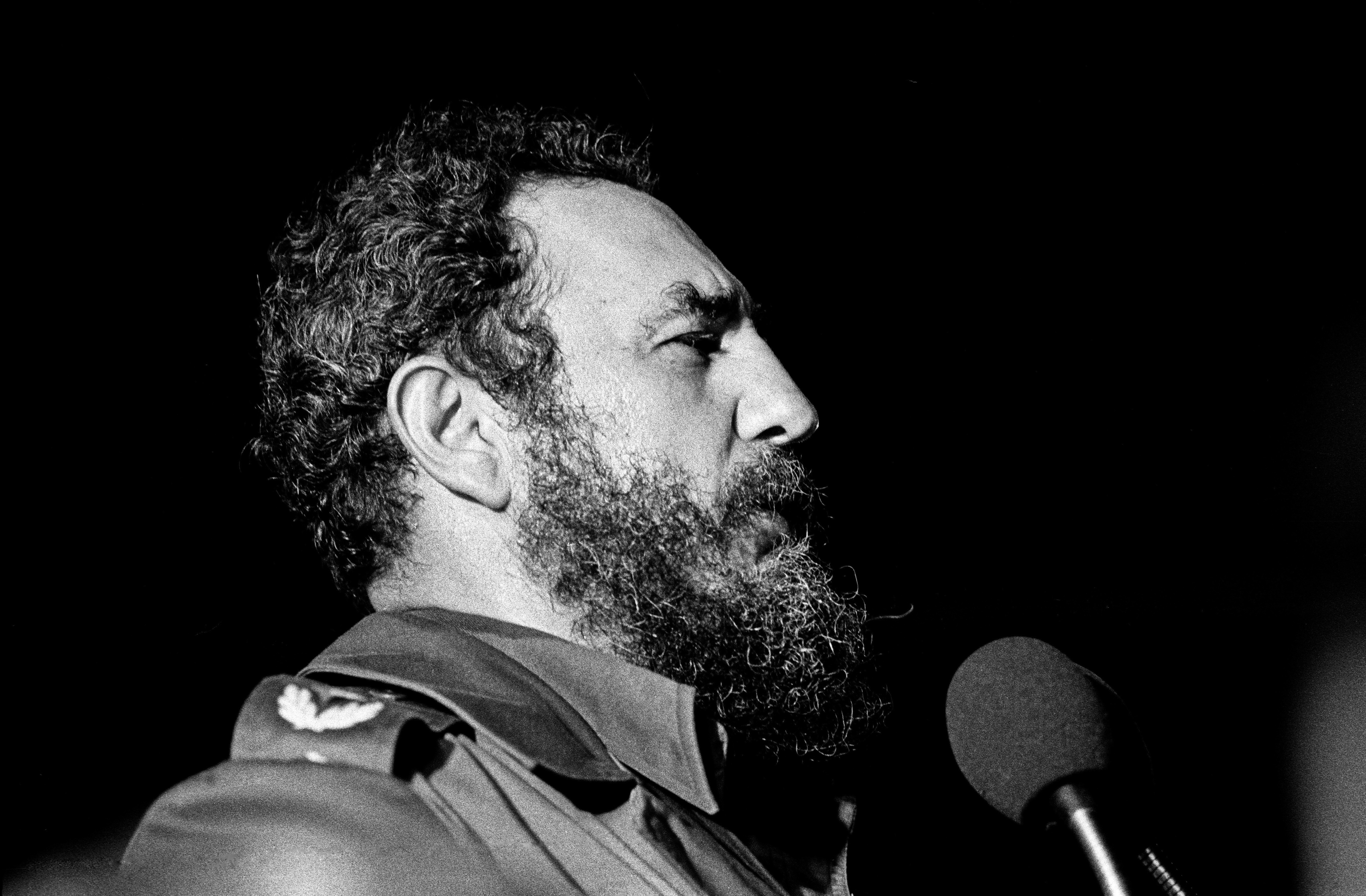
Fidel Castro en 1978.

El gobierno de Fidel Castro en la década de 1970 sufría un problema de imagen cuando varios intelectuales europeos comenzaron a repudiar al gobierno cubano al que alguna vez habían apoyado. El gobierno cubano se interesó por una imagen humanitaria más que de violaciones de derechos humanos, este deseo llevaría a la eventual liberación de los presos políticos. En 1977, exiliados cubanos organizados como la Brigada Antonio Maceo viajaron a Cuba para mostrar simpatía por el gobierno cubano y visitar a sus familiares. La visita trajo una mejor imagen de los exiliados cubanos en Cuba y ya no se los consideraba totalmente antagónicos al gobierno de Cuba. 
El presidente Jimmy Carter emprendió una política exterior que exploró la idea de que Estados Unidos mejorara sus relaciones con Cuba. La administración Carter puso fin a la prohibición de viajar de Estados Unidos a Cuba y comenzó a hablar con funcionarios cubanos a través de Secciones de Intereses en terceros países. La posibilidad de mejorar las relaciones diplomáticas con Cuba alentó a algunos exiliados cubanos a apoyar públicamente la reconciliación con Cuba.
A lo largo de la década de 1970, varios grupos anticastristas continuaron atacando a las misiones comerciales y a los diplomáticos cubanos fuera de Cuba. Estos grupos comenzaron a atacar a otros exiliados cubanos que apoyaban públicamente el acercamiento con Cuba, en particular las agencias de viajes de exiliados cubanos que brindaban servicios de viajes a Cuba. El exiliado cubano Bernardo Benes y el empresario Alberto Pons se reunieron en agosto de 1977 con José Luis Padrón, Antonio de la Guardia y Amado Padrón Trujillo, emisarios del gobierno de Fidel Castro quienes buscaban un acercamiento con el exilio cubano.

### Diálogos
Discretas conversaciones entre Estados Unidos y Cuba dieron como resultado un acuerdo para liberar a miles de prisioneros políticos en agosto de 1978. En el momento de la liberación, Jimmy Carter no quiso reconocer públicamente su papel en las negociaciones. El gobierno de Fidel Castro decidió abrir negociaciones con los exiliados cubanos para mejorar las relaciones públicas. Inicialmente muchos exiliados cubanos debatieron la utilidad del diálogo, algunos se mostraron satisfechos con la invitación mientras que otros dudaron de la sinceridad de las negociaciones al considerar que se trataba de un truco publicitario. El gobierno cubano eventualmente declararía que ningún prisionero sería liberado hasta que se llevaran a cabo negociaciones. Con el tiempo, el Comité de los 75 estaría formado por destacados exiliados cubanos y liderado por Bernardo Benes, serían los negociadores oficiales con el gobierno cubano.

Los temas de las conversaciones incluyeron la liberación de prisioneros, la reunificación familiar y el derecho de los exiliados a viajar de regreso a Cuba. Se produjeron dos conversaciones en noviembre y diciembre de 1978. Se acordó conceder una amnistía a 3.600 presos políticos y se anunció que serían liberados en el transcurso del año siguiente y se les permitiría salir de Cuba. Diez miembros del Congreso de los Estados Unidos visitaron Cuba en diciembre de 1978, y posteriormente el gobierno cubano liberó a Frank C. Emmick, el gerente estadounidense de una empresa en Cuba a quien se le había impedido salir en 1963, acusado de ser un agente de la CIA y sentenciado a 50 años en prisión.
138 de los presos políticos encarcelados, supuestamente afectados por “el diálogo”, lo rechazaron por medio de una declaración llamada “Al Pueblo de Cuba, al Exilio y al Mundo”, denunciando que solo se trababa de una estrategia publicitaria de la dictadura de Fidel Castro. Carlos Muñiz Varela y Eulalio Negrin, miembros del Comité de los 75 fueron asesinados.

### Implementación y efectos
Los presos políticos habían comenzado a salir de Cuba el 21 de octubre, antes de la primera reunión. A principios de abril de 1980, Estados Unidos había aceptado a 10.000 cubanos y se planeaba que llegaran más a través del Coordinador de Asuntos de Refugiados de Estados Unidos. Las negociaciones también trajeron que miles de exiliados cubanos regresaran a visitar Cuba. Las visitas de estos exiliados expusieron a amigos y familiares en Cuba a artículos de lujo encontrados en Estados Unidos. Estas interacciones provocaron descontento y envidia en toda la isla. La crisis de la embajada peruana en La Habana de 1980 ocurrió poco después cuando los cubanos comenzaron a exigir abandonar la isla.
En el posterior éxodo del Mariel, el gobierno de Fidel Castro se negó a permitir que los emigrantes cubanos salieran a través del puerto de Mariel en lugar de hacerlo a través del camino estructurado desarrollado por Estados Unidos, posiblemente debido al rechazo ideológico de que Estados Unidos etiquete a estos emigrantes como refugiados.